# Landesburg

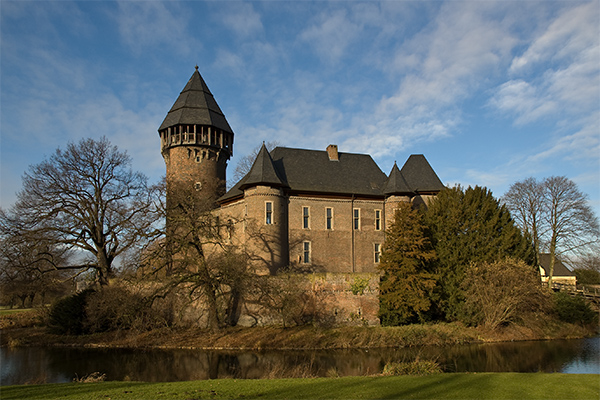
Die kurkölnische Landesburg Linn war gegen Kleve, Moers und Berg gerichtet.

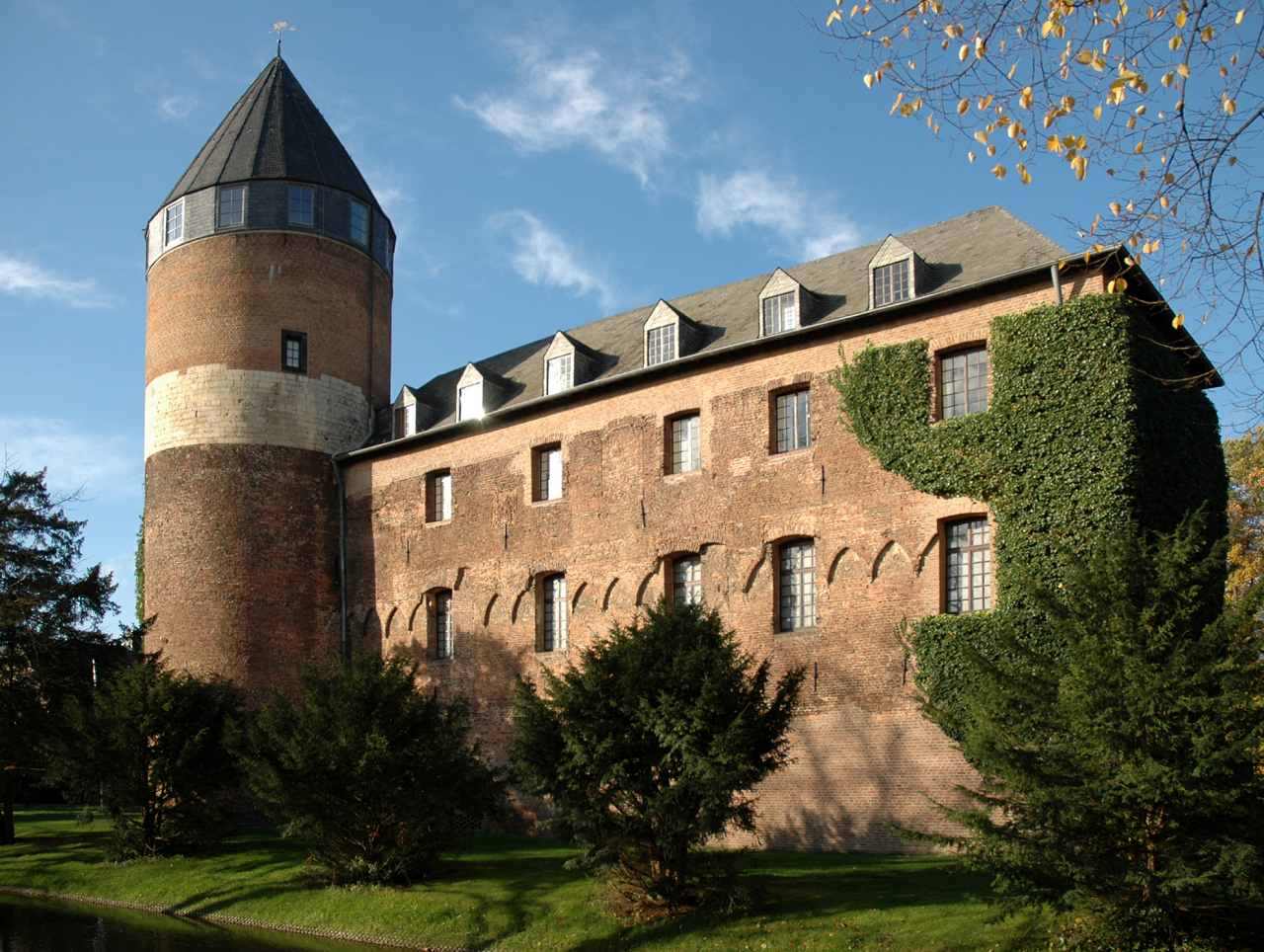
Die Landesburg Brüggen sicherte das Jülicher Territorium nach Norden.

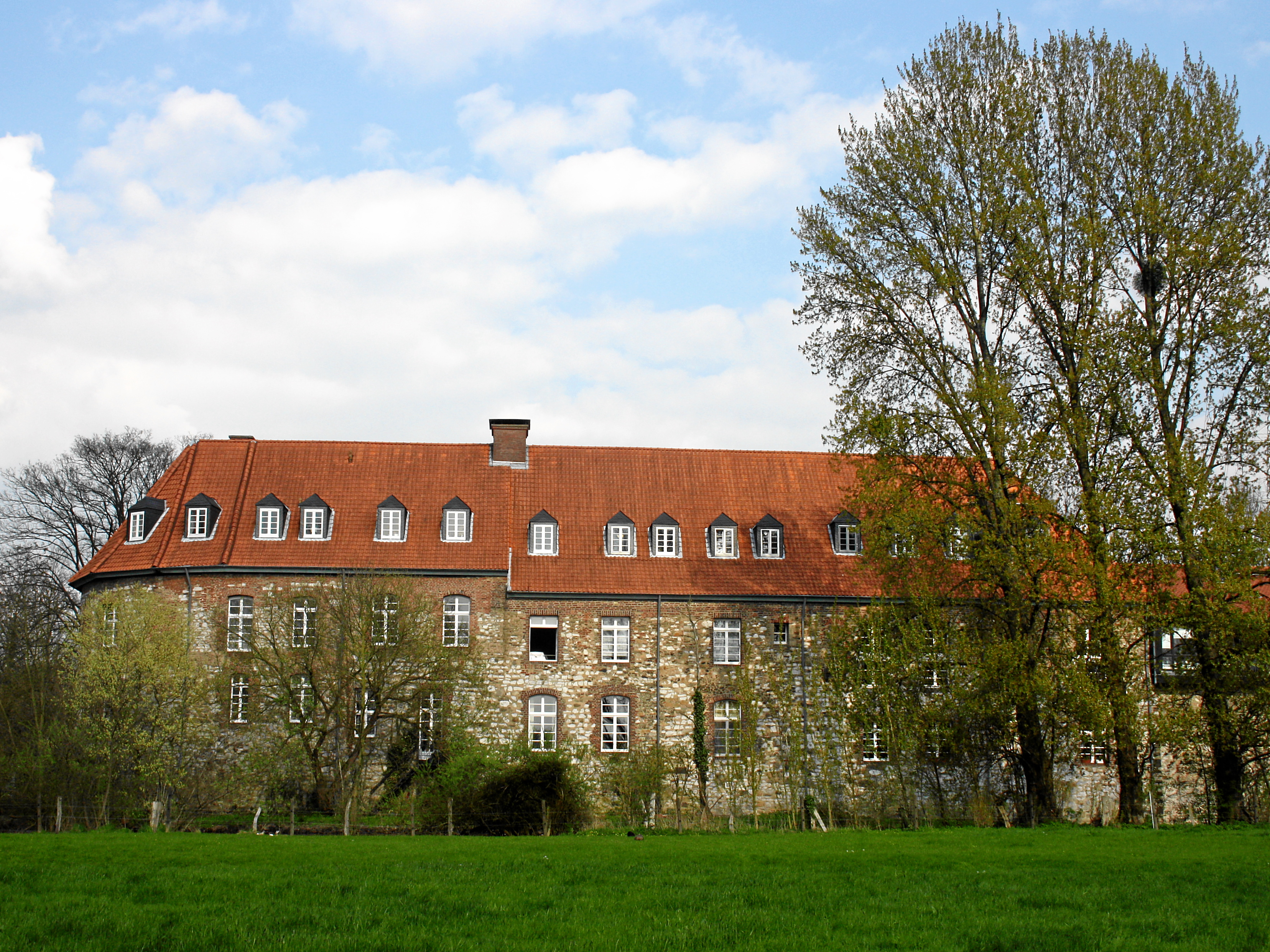
Nördlichste Bastion der Grafen von Berg: die Landesburg Angermund

Als Landesburg oder landesherrliche Burg werden solche Burganlagen bezeichnet, die ein Landesherr, wie zum Beispiel ein Bischof, Herzog oder Fürst, zur Sicherung und Ausweitung seiner Hoheitsrechte nutzte. Sie waren damit die zentralen und wichtigsten Burgen der großen Landesherrschaften. Meist waren Landesburgen Eigentum des Landesherrn, doch bisweilen werden auch solche Burgen damit bezeichnet, die ihm als Offenhaus zur Verfügung standen. Auch die Großburgen des 8. bis 10. Jahrhunderts im meist städtelosen Gebiet östlich des Rheins werden manchmal als Landesburgen bezeichnet, weil sie wichtige Funktionen bei der Erschließung des Landes erfüllten.
Die Entstehung von Landesburgen begann im späten Mittelalter und wurde durch den damaligen Verfall der königlichen Zentralmacht sowie die damit einhergehende Verlagerung von Gewalten „aus früheren Großräumen in regionale Räume“ begünstigt. Zu Beginn der Entwicklung nutzten regionale Herrscher Allodialburgen als ein Mittel zur Bildung und Wahrung von zusammenhängenden Territorien. In diesem Zusammenhang kamen solchen Wehranlagen die Funktion einer Territorialburg zu. Ein Beispiel dafür ist die Burg Zülpich, die von den Kölner Erzbischöfen zur Sicherung ihrer Besitzungen gegen Übergriffe der Grafen von Jülich errichtet wurde. Oft entstanden Landesburgen auch als Gegenburg zu entsprechenden Anlagen von benachbarten und rivalisierenden Territorialherren.
Landesburgen waren somit ein Stützpunkt dynastischer Gebietspolitik und ein Zentrum politisch-militärischer Herrschaftsausübung. Letzteres wurde dadurch sichergestellt, dass landesherrliche Burgen meist eine ständige Besatzung von Burgmannen vorweisen konnten und damit als Garnison dienten. Neben der Bedeutung als Instrument von Territorialpolitik kam den Landesburgen auch eine zentrale Rolle als Ort von Verwaltungsgeschäften und der Rechtspflege zu, indem dort eine Kanzlei und eine Kämmerei beheimatet waren. Wenn der Landesherr einen Vertreter wie einen Burggrafen oder Amtmann mit der Wahrnehmung der regionalen Landesherrschaft beauftragt hatte, nutzte dieser die Landesburg als Wohn- und Herrschaftssitz. In solchen Fällen spricht man von einer Amtsburg, die den administrativen Mittelpunkt der im Spätmittelalter entstandenen Amtsbezirke darstellte. Lag die landesherrliche Macht hingegen in den Händen eines Vogtes, der auf einer Landesburg ansässig war, ist für die Burg die Bezeichnung Vogteiburg geläufig. Nutzte wiederum der Landesherr die Burg selbst als – wenngleich auch nur zeitweiligen – Aufenthaltsort, wird eine solche Anlage auch Residenzburg genannt. Sie besaß dann entsprechende Baulichkeiten wie zum Beispiel einen Saalgeschossbau oder einen Palas, um den Herrscher und sein Gefolge für eine begrenzte Zeit adäquat beherbergen zu können. Anschauliche Beispiele für solche Residenzburgen sind die kurkölnische Burg Lechenich, die Jülicher Burg Brüggen sowie die Burgen Angermund im gleichnamigen Düsseldorfer Stadtteil und Windeck, die den Grafen von Berg gehörten.
Einige Landesburgen nahmen weitere Funktionen wahr: Sie dienten auch als Münzstätte, Zollburg, Vorratslager oder Hafenplatz und besaßen deshalb große finanzielle und wirtschaftliche Bedeutung, nicht nur für die sie umgebenden Burgflecken, Siedlungen und Städte, sondern für das gesamte Landesterritorium. Nachdem sich die großen Landesherrschaften herausgebildet hatten, dienten viele Landesburgen vor allem der Sicherung ihrer Grenzen. Die Kölner Erzbischöfe umgaben beispielsweise ihr gesamtes Gebiet mit starken Grenzfesten. So war die Burg Linn im heutigen Krefeld gegen Begehrlichkeiten der Klever Herzöge, der Grafen von Moers und der Grafen von Berg gerichtet. Die Kempener Burg sicherte das kurkölnische Gebiet gen Nordwesten, während Lechenich und Zülpich gegen die stärksten Rivalen Kurkölns, die Jülicher Grafen, gerichtet war. Die Burg Andernach nahm hingegen Abwehr- und Sicherungsaufgaben gegenüber Kurtrier wahr.
Landesburgen entstanden Im 14. Jahrhundert häufig auf den Fundamenten zerstörter oder verfallener Vorgängerbauten. Diese Nachfolger waren meist jedoch wesentlich größer als die ursprüngliche Anlage. Sie wurden laufend ausgebaut und modernisiert, um gegen die jeweilige Waffentechnik gewappnet zu sein und den Bedürfnissen der Zeit zu genügen. Oft wurden Landesburgen in die Befestigung einer Stadt integriert, nutzten damit schon vorhandene Wehrhaftigkeit und verstärkten diese zugleich. Gut erkennbar war dies unter anderem bei den Burganlagen von Andernach, Kempen und Rheinbach.